# 湯兆昇
湯兆昇（英語：Dominic Tong Shiu-sing，1967年—），香港中文大學物理系高級講師、理學院科學教育促進中心副主任，負責任教物理系本科課程及通識科目。他因於無綫電視節目《學是學非》擔任客席主持，講解物理學現象而為人認識。

## 背景
湯兆昇於香港島西區西邊街一帶長大，有二兄二姊。父親是一名銀行匯款部職員。湯兆昇童年時較文靜，只會玩足球機和乒乓球。畢業於聖類斯中學（小學部）（1979年小六）以及聖類斯中學（1984年中五；1985年中六）。資深戲劇及文化教育工作者、前聖類斯中學副校長白耀燦為其在學時的歷史科教師。湯在中學時期已舉辦天文學會或參與聯校天文協會活動。此外，他自小已對物理學感興趣，例如會在初中課堂上以英語介紹海因茲．合貝爾所著的科學書籍《星星、原子、人》。然而其性格不合群以致於小學時代因騷擾同學和欠交功課而常被記缺點。
湯入讀聖類斯中學期間，由於只有理科可以選擇修讀，因此他唯有讀理科。考畢香港中學會考後已決志在大學做研究員。他的會考成績優異，其中生物、物理、化學、數學和附加數學科均取得A級等第；中文科及英文科分別取得C級與D級。當他在原校讀中六之際再次重考英文科公開試。結果取得B級成績。1989年，他畢業於香港中文大學物理系。之後再繼續進修，分別於1992年及1995年完成其物理系哲學碩士及博士課程。湯兆昇近年致力推廣科學普及教育，除了擔任大學講師教育學生，亦都透過紙媒、電視媒體和社交媒體教導市民物理常識。有時他也會到中小學進行推廣活動。此外又會與教育局及不同的機構合作建立科學教育網站，例如「物理園」。坊間的一些中學物理與綜合科學教科書是由他聯合編寫的。自節目《學是學非》播出以來，他在Facebook上開設「湯博士的物理空間」專頁，更在高登討論區開賬號加以解答科普知識或問題。
而從事教學工作多年，湯兆昇曾先後於2011年以及2015年獲得香港中文大學理學院的「物理教學獎」和「通識教育模範教學獎」，還有獲得兩屆「理學院模範教學獎」。2019年至2021年擔任順德聯誼總會李金小學的獨立校董。

## 家庭生活
湯兆昇已婚，其妻子曾是他的學生。但她不是讀物理系的，而是商學院的學生。兩人婚後沒有子女。

## 參與節目
節目嘉賓
- 2014年至2020年：學是學非（無綫電視）
- 2015年5月21日：今日VIP（無綫電視）
- 2016年1月：講東講西（香港電台）
- 2017年：Think Big 遊學團（無綫電視）
- 2017年：樂在STEM中（教育電視）
- 2017年：季節限定 秋冬（第5集、無綫電視）
- 2020年：學是疫學非（無綫電視）
- 2020年：2020用愛站起來（無綫電視）
- 2020年：一屋後生仔（第45集、無綫電視）
- 2021年：大整蠱（第7集、無綫電視）
- 2021年：Think Big天地（6月1日第424集「Kids VIP」環節嘉賓、8月11日第479集、8月13日第481集「Think Big研究所」環節嘉賓、無綫電視）
- 2021年7月7日：東張西望（講解頻譜、無綫電視）
- 2021年：醫醫，我不想再病了（第2集、無綫電視）
- 2022年：學是疫學非（無綫電視）
- 2022年：360秒人生課堂（第1集、無綫電視）
- 2022年：健康100錯（無綫電視）
- 2022年：樓價有得估（無綫電視）
- 2022年：答得快 好世界（第5集科學示範環節、無綫電視）
- 2023年：魔法伽利略（科學講解、無綫電視）
- 2023年：咁你都唔識（第4集、無綫電視）
- 2024年：瞬間直擊半小時（第5集、無綫電視）
- 2025年：瞬間直擊半小時（第2、5、8集、無綫電視）
- 2025年：真相猜‧情‧尋（第6集、無綫電視）

演出
- 2023年：LAW霸女神（第1集、無綫電視）

## 廣告
- 2018年：日立「日立變頻BIG DRUM 510前置式滾桶洗衣機 – 湯博士」

## 外部連結
- 湯兆昇的Facebook專頁
- 湯博士的物理空間 （页面存档备份，存于）
- 湯兆昇的Instagram帳戶
- 香港中文大學物理系 湯兆昇博士
- 博士紅人 湯兆昇，2018年 （页面存档备份，存于）